# El Tamujoso (stacja kolejowa)
El Tamujoso (hiszp: Estación de El Tamujoso) – stacja kolejowa w El Cerro de Andévalo, w prowincji Huelva, we wspólnocie autonomicznej Andaluzja, w Hiszpanii.
Jest obsługiwana przez pociągi Media Distancia Renfe.

## Położenie stacji
Znajduje się na linii kolejowej Zafra – Huelva o rozstawie iberyjskim w km 120, na wysokości 196 m n.p.m., pomiędzy stacjami Valdelamusa i Calañas.

## Historia
Stacja została otwarta w dniu 23 lipca 1886 roku wraz z odcinkiem Huelva-Valdelamusa linii Zafa-Huelva. Linia ta została wybudowana przez Compañía del Ferrocarril de Zafra a Huelva. Przedsiębiorstwo te zarządzało linią i stacją do 1941 roku, kiedy to miała miejsce nacjonalizacja kolei w Hiszpanii i doszło do utworzenia RENFE.
Od 31 grudnia 2004 roku infrastrukturą kolejową zarządza Adif.

## Linie kolejowe
- Zafra – Huelva

## Połączenia
| Linia MD | Pociągi   | Z/Do            |  | Do/Z   |
| -------- | --------- | --------------- |  | ------ |
|          | Intercity | Madrid          |  | Huelva |
| 73       | R-598     | Jabugo-Galaroza |  | Huelva |